# Dyle
Vedeți și: Dyle, Polonia

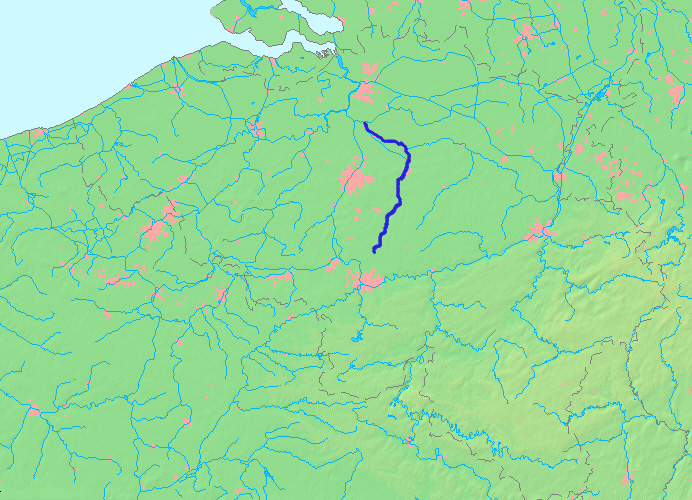
Locaţia râului Dijle

Dyle (în franceză) sau Dijle (în neerlandeză) este un râu din Belgia centrală, afluent al râului Rupel. Izvorăște la Houtain-le-Val, lângă Nivelles. Are o lungime de 86 km. Curge prin provinciile belgiene Brabantul Valon, Brabantul Flamand și Anvers. 
Prin unirea râurilor Dyle și Nete lângă Rumst se formează râul Rupel, care se varsă 12 km în aval în Schelde, pe malurile căruia se află orașul-port Antwerp. Deși râul Dyle a fost navigabil pe o porțiune relativ extinsă în trecut pentru vasele mici, în momentul de față se poate naviga doar până la Mechelen. 